# 7947 Толанд
7947 То́ланд (7947 Toland) — астероїд головного поясу, відкритий 30 січня 1992 року.
Тіссеранів параметр щодо Юпітера — 3,634.
Названо на честь Джона Толанда (англ. John Toland, 1670-1722) — ірландського філософа.